# Hilton Waikoloa Village USTA Challenger 2005
L'Hilton Waikoloa Village USTA Challenger 2005 è stato un torneo di tennis facente parte della categoria ATP Challenger Series nell'ambito dell'ATP Challenger Series 2005. Il torneo si è giocato a Waikoloa negli Stati Uniti dal 24 al 30 gennaio 2005 su campi in cemento.

## Vincitori

### Singolare
Paul Goldstein ha battuto in finale  Cecil Mamiit con il punteggio di 6–2, 6–2

### Doppio
André Sá /  Eric Taino hanno battuto in finale  Sanchai Ratiwatana /  Sonchat Ratiwatana con il punteggio di 7–6(2), 3–6, 7–6(2)